# Ісаак Бейлі Балфур
Сер Ісаак Бейлі Балфур (англ. Sir Isaac Bayley Balfour, 31 березня 1853 – 30 листопада 1922) — шотландський ботанік. Він був професором ботаніки університету Глазго з 1879 до 1885 року, Оксфордського університету з 1884 до 1888 року та Единбурзького університету з 1888 до 1922 року. Член Лондонського королівського товариства, Единбурзького королівського товариства.

## Біографія
Народився 31 березня 1853 року в Единбурзі. Його батьками були Джон Гаттон Балфур, також ботанік,і мати Маріон Споттісвуд Бейлі.
З 1864 до 1870 року Балфур навчався у Единбурзькій академії. На цьому етапі він зацікавився біологічними науками, які викладав його батько Джон Гаттон Балфур. Завдяки тому, що батько займав посаду професора ботаніки в Единбурзі, молодий Балфур мав можливість відвідувати Королівський ботанічний сад Единбурга, який на той час був закритий для громадськості.
Балфур навчався в Единбурзькому університетах, який він закінчив з відзнакою у 1873 році, та в університетах Вюрцбурзькому університеті та університеті Страсбурга.
У 1874 році Балфур участь у астрономічній експедиції на острів Родригес. Незважаючи на те, заявлена мета місії полягала e тому, щоб спостерігати за планетою Венерою, Балфур використовував цю можливість, щоб досліджувати місцеву флору, а опрацювання результатів польових робіт, які він виконав, дозволило йому здобути докторський ступінь.
У 1879 році його батько залишив кафедру в Единбурзі, професор Александр Діксон (1836-1887) був призначений на його місце, а молодший Балфур був призначений професором ботаніки на кафедру у Глазго з 1879 по 1885 рік. Він також очолив експедицію на острів Сокотра у 1880 році.
У 1884 році він був призначений професором ботаніки Оксфордського університету. У тому ж році він одружився із Агнес Бойд Баллок.
Після повернення до Единбурга він зайняв посаду свого батька як професор ботаніки від 1888 до 1922 року. Також Балфур був призначений дев'ятим  хранителем Королівського ботанічного саду Единбурга. Його батько значно розширив ботанічні сади під час його перебування на посаді, але Ісаак Балфур повністю перетворив їх. Балфур зайнявся масштабною реформою садів, створення належного Ботанічного інституту, та, в значній мірі, переобладнанням розташування садів, щоб мати повноцінний дендрарій, створив нові лабораторії для вивчення наукових об'єктів.
Він помер у Корт Хілл, графство Суррей.

## Наукові інтереси
Зацікавлення Балфура китайсько-гімалайською рослинністю привело його до знайомства з ботаніком та колекціонером рослин Реджинальдом Фаррером. Фаррер відправив Балфуру для Королівського ботанічного саду Единбурга власні ботанічні ілюстрації разом із польовими нотатками, ботанічними зразками та насінням, які він зібрав.

## Почесні звання та нагороди
- 1873: здобув ступінь бакалавра з відзнакою, Единбурзький університет
- 1873–1878: отримав посаду викладача ботаніки, Королівський ветеринарний коледж, Единбург
- 1875: здобув ступінь доктора наук, Единбурзький Університет
- 1877: здобув ступінь бакалавра з медицини (хірургії), Единбурзький університет
- 1877: обраний членом Единбурзького королівського товариства
- 1879: призначений професором ботаніки, Університет Глазго
- 1884: нагороджений ступенем магістра мистецтв, Оксфордський університет
- 1884: обраний членом Лондонського Королівського товариства
- 1884: призначений професором ботаніки, Оксфордський університет
- 1888: призначений професором ботаніки, Единбурзький університет
- 1897: нагороджений Почесною медаллю Вікторії Королівського садівницького товариства
- 1901: здобув ступінь доктора юридичних наук, Університет Глазго
- 1919: Нагороджений медаллю Ліннея Лондонського Ліннеївського товариства
- 1921: здобув ступінь доктора юридичних наук, Единбурзький університет